# Colleen McCullough
Colleen Margaretta McCullough (Wellington, Novi Južni Wales; 1. lipnja 1937. – Burnt Pine, Otok Norfolk; 29. siječnja 2015.) bila je australska književnica.
Djela su joj prevođena na hrvatski jezik, neka od njih su doživjela ekranizaciju kao filmovi ili TV serije.

## Vanjske poveznice
- Jutarnji.hr – Inoslav Bešker: »COLLEEN MCCULLOUGH Autorica "Ptice umiru pjevajući" umrla pišući«  Arhivirana inačica izvorne stranice od 8. veljače 2015. (Wayback Machine)
- The Sydney Morning Herald – Patricia Maunder: »Best-seller Colleen McCullough a big woman with an even bigger personality and intellect« (engl.)
- The Guardian.com – Colleen McCullough obituary (engl.)
- IMDb: Colleen McCullough (engl.) (filmografija)